# Golem (jeu vidéo, 2019)
Pour les articles homonymes, voir Golem (homonymie).
Ne doit pas être confondu avec Golem (jeu vidéo, 2018).
Golem est un jeu vidéo d'action-aventure, développé par Highwire Games et édité par Iceberg Interactive pour la console de jeu PlayStation 4, sorti spécifiquement pour le casque de réalité virtuelle PlayStation VR le 15 novembre 2019.

## Développement
Golem est le premier jeu du studio indépendant Highwire Games. Le récent studio se base à Seattle aux États-Unis. Il est fondé en 2015 par des anciens employés de Bungie : Martin O'Donnell (un compositeur reconnu pour son travail sur la bande-son de la franchise Halo) et Jaime Griesemer (notamment concepteur principal dans le titre Infamous: Second Son pour le compte de Sucker Punch) ; aux côtés de Jared Noftle, cofondateur d'Airtight Games,. Plus tard, l'équipe de développement se renforce par le recrutement de Vic Deleon (un autre ancien employé de Bungie), qui quitte 343 Industries et qui devient world art director, et également de la venue de Travis Brady (issu de Valve) qui est chargé de direction artistique des personnages.
Golem est développé pour la PlayStation 4 et fonctionne pour le casque de réalité virtuelle PlayStation VR. Le jeu est développé en utilisant le moteur de jeu Unreal Engine 4. Highwire a contacté le studio d'Epic Games pour obtenir de l'aide sur le développement du jeu en ce qui concerne l'aspect réalité virtuelle.
Le compositeur O'Donnell, a lancé une campagne Kickstarter pour le financement participatif d'un « prequel musical » à Golem, intitulé Echoes of the First Dreamer.

### Commercialisation
Golem est annoncé en décembre 2015 lors de la PlayStation Experience,. Le jeu devait être lancé le 13 mars 2018 mais il est retardé pour apporter davantage d'ajustements. Le 19 août, Highwire Games confirme une nouvelle fenêtre de lancement pour l'automne 2019.

## Accueil

### Critiques
Golem reçoit un accueil mitigé à sa sortie tel que le montre le score agrégé de Metacritic, qui est de 59 sur 100, et basé sur 19 critiques. La réception du jeu divise la presse spécialisée, dont leurs notes, très polarisées, varient du très mauvais (Twinfinite et Game Rant notent le jeu l'équivalent d'un 3 sur 10,) au très bon (theGamer et PlayStation Universe accorde au jeu l'équivalent d'un 8 sur 10,).

### Distinctions
En 2020, lors des DICE Awards, le jeu est nommé dans la catégorie « réussite exceptionnelle — composition musicale originale ». Cependant, il ne décroche pas la place au profit de Control du studio Remedy Entertainment.
La même année, lors d'une cérémonie organisée par le GANG Awards, Golem remporte le prix du « meilleur dialogue pour un jeu indépendant ». Le jeu se voit également nommé pour le lauréat de la « meilleure bande-son pour un jeu indépendant » mais le prix est décerné à Deliver Us The Moon de KeokeN Interactive,.